# Bill Guthridge
William Wallace Guthridge, detto Bill (Parsons, 27 luglio 1937 – Chapel Hill, 12 maggio 2015), è stato un allenatore di pallacanestro statunitense.

## Palmarès
- Naismith College Coach of the Year (1998)